# Damide di Ninive
Damide di Ninive (fl. I secolo) è stato uno scriba assiro che passò alla storia per essere discepolo e compagno di viaggio di Apollonio di Tiana.
Tale Damide documentava in un diario quotidiano dichiarazioni ed atti del suo maestro; fu grazie alla raccolta di 97 codici che si preservarono le notevoli cronache delle esperienze di vita di Apollonio, che furono in seguito utilizzate da Flavio Filostrato per scriverne la celebre biografia che intitolò  "La vita di Apollonio di Tiana".